# Dipartimento di Ngourkosso
Il dipartimento di Ngourkosso è un dipartimento del Ciad facente parte della provincia del Logone Occidentale. Il capoluogo è Bénoye.

## Comuni
Il dipartimento comprende i seguenti comuni:
- Bénoye
- Bebalem
- Bekiri
- Beladja
- Bourou
- Saar Gogne